# Martin van den Hove
Martin van den Hove, o anche Maarten van den Hove, latinizzato in Martinus Hortensius (Delft, 1605 – Leida, 7 agosto 1639), è stato un astronomo e matematico olandese.

## Biografia
Hortensius studiò dal 1625 al 1627 presso l'Università di Leida, allievo di Willebrord Snell e Isaac Beeckman. Dal 1628 fu assistente di Johan Philip Lansberg (grazie alla segnalazione di Beeckman) a Middelburg, aiutandolo a completare numerose opere di astronomia.
Nella prefazione alla traduzione latina di una rappresentazione popolare del sistema copernicano evidenziò le osservazioni di Lansberg contro Tycho Brahe; nel 1632 Peter Bartholin pubblicò Apologia pro observationibus per controbattere tali osservazioni.
Dal 1634 Hortensius fu professore di matematica presso l'Athenaeum Illustre di Amsterdam, svolgendo come lezione d'ingresso il tema Dignità e necessità della matematica.
Tenne anche lezioni di ottica (1635) e di navigazione, insegnò la dottrina copernicana e fu membro di una commissione, che nel 1638 con Galileo Galilei, trattò dell'utilizzo delle lune di Giove per la definizione della longitudine. Nel 1639 divenne professore presso l'Università di Leida, ma morì poco dopo.
Fu corrispondente di molti importanti scienziati del suo tempo, quali Galilei, René Descartes, Marin Mersenne, Pierre Gassendi, Christiaan Huygens, Wilhelm Schickard und Nicolas-Claude Fabri de Peiresc.
Egli si occupò anche della deduzione delle dimensioni dei pianeti mediante l'osservazione astronomica.
Il cratere Hortensius sulla superficie della Luna è stato così denominato in suo onore.